# Сачук Степан Дорофійович
Степан Сачук (нар. 13 червня 1937, с. Вишнів  — †28 березня 2012, Луцьк)  — заслужений журналіст України, головний редактор газети «Волинь».

## Біографія
Степан Сачук народився у селі Вишнів, тепер Любомльського району Волинської області.
Закінчив Львівський сільськогосподарський інститут, за спеціальністю вчений-агроном. Ще будучи студентом, почав редагувати колгоспну багатотиражку. З 1959 року працює у пресі Волині.
З 1965 року працював завідувач відділу в обласній газеті «Радянська Волинь» (згодом «Волинь», нині «Волинь-нова»), а у лютому 1997 року творчий колектив обрав його головним редактором газети.

## Нагороди
Степан Сачук неодноразово ставав переможцем всеукраїнських і обласних творчих журналістських конкурсів, двічі був лауреатом премії «Золоте перо» Національної Спілки журналістів України. Йому присвоєно звання заслуженого журналіста України. Також нагороджено орденом «За заслуги» II та III ступенів, грамотами обласної ради та облдержадміністрації.
Рішенням Луцької міської ради від 04.07.2007 № 15/4 Степану Сачуку присвоєне звання «Почесний громадянин Луцька».

## Вшанування пам'яті
- 13 червня 2017 року в Луцьку на будинку по вулиці Словацького відкрили меморіальну дошку Степану Сачуку з нагоди 80-річчя його народження[1]
- Редакція газети «Волинь-нова» у 201. році заснувала премію імені Степана Сачука «За служіння суспільству». Лауреатами цієї премії ставали:
  - 2016 рік: Художниця Валентина Михальська із Любомльщини[2]

[[Файл: |міні|150пкс| Меморіальна дошка С. Сачуку в м. Луцьку]]

### Публіцистика
- Чи чесна влада перед людьми? Газ. Волинь-нова, 26 листопада 2011 р., с. 7
- Чому не ціниться у нас людська гідність? Газ. Волинь, 24 березня 2012 р., с. 5.
- «То де ж ми себе загубили і як тепер знайти?». Газ. Волинь, 5 травня 2012 р., с. 6.
- Якщо влада людей не поважає, вона повинна їх боятися. Газ. Волинь-нова.
- «Влада, яка не поважає людей, повинна їх боятися». Газ. Волинь-нова, 28 березня 2013 р., с. 3.

### Про Степана Сачука
- Прощальне слово нашому редактору. Газ. Волинь, 29 березня 2012 р., с. 1.
- Його слово мало велику владу. Газ. Волинь, 31 березня 2012 р., с. 1.
- Ми памятаємо його таким. газ. Волинь, 31 березня 2012 р., с. 4, 5.
- Ми без тебе 40 днів, друже… Газ. Волинь, 8 травня 2012 р., с. 3.
- Справжня любов — то велика праця. Газ. Волинь, 23 серпня 2012 р., с. 6.
- Катерина Зубчук. Степан Сачук: «Найкраща політика — то чесна журналістика». Газ. «Волинь-нова», 13 червня 2017 р., с. 1, 6.